# 神功戲 (香港)

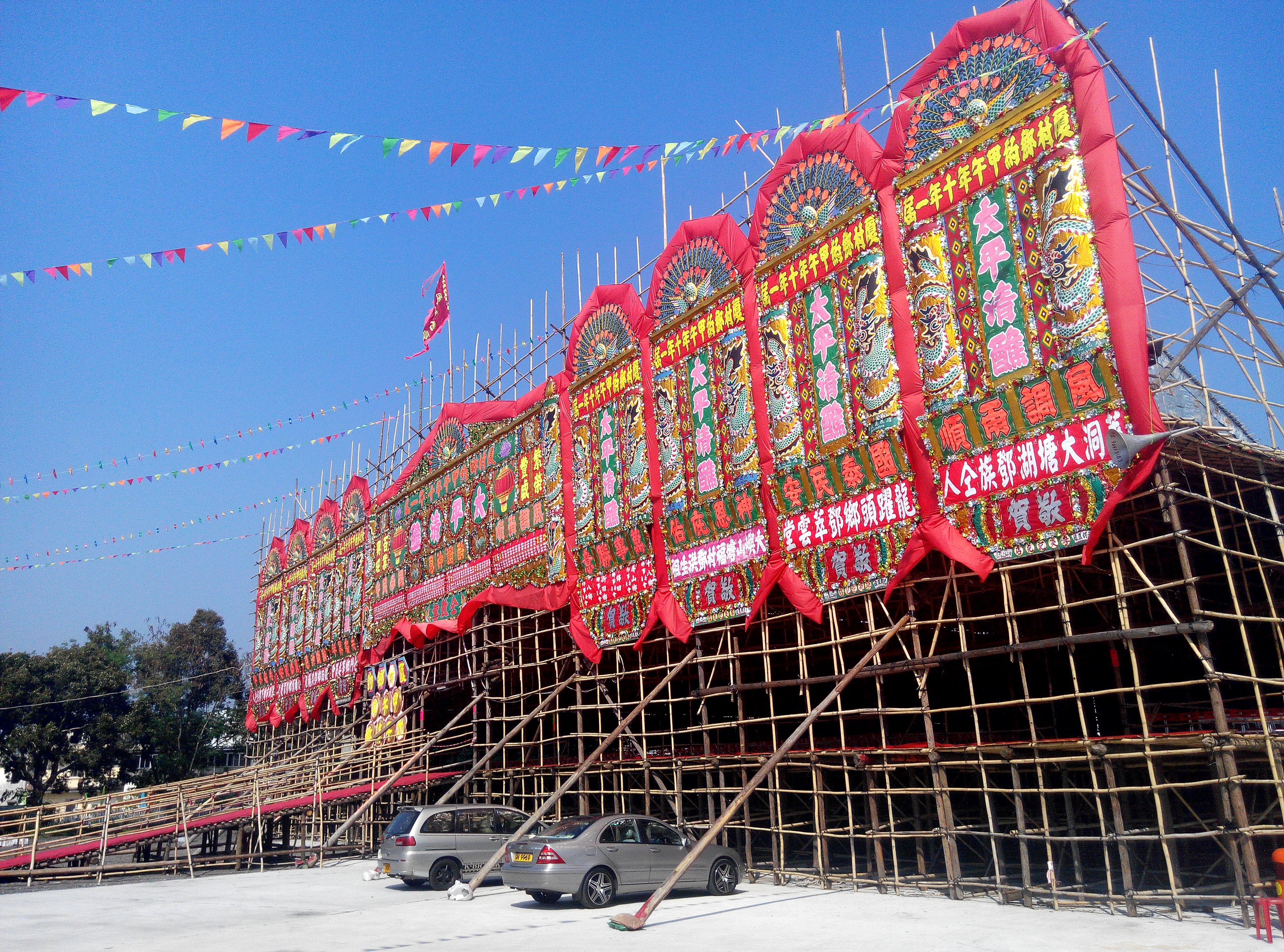
廈村鄉約甲午太平清醮大戲棚

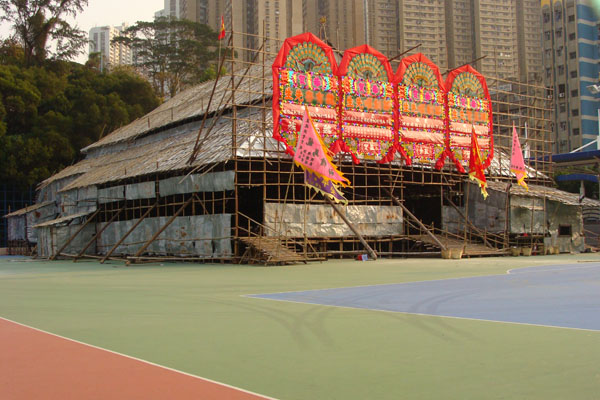
盂蘭勝會神功戲的戲棚

神功戲，泛指一切因神誕、廟宇開光、鬼節打醮、太平清醮及傳統節日而上演的戲曲表演，是人﹑神共享的戲劇表演。神功是指為神做功德，平日的燒香、拜神、修建祭壇或廟宇的活動，都屬於神功活動。百姓為了酬謝神恩、酬神祈福，神功戲是舉行一連串慶祝活動之一，亦是當中的重點節目，一般都在為節慶而建立的大戲棚內演出。在廣東一般稱「神功戲」，而中國北方多稱「社戏」（社戏一词中的“社”字指的是旧事奉社神之所在，另有一说“社”字为古代地区的一个小单位，社中演戏，即称社戏），台灣稱為「酬神戲」。

## 類別
神功戲大致有庙会戏、节令戏、祠堂戏、喜庆戏、事务戏、平安大戏等这几种分类。最常見的是庙会戏，一般是在关帝、北帝、呂祖、天后、龙王、城隍、山神、土地神等神祇诞辰时所演出的戏。对于这些神的祭祀活动一般都是当地神庙的重大活动，同时，在祭祀期间，当地神庙也会举行庙会进行庆祝。
在香港，神功戲多為粵劇、潮州戲及福佬戲。每年約有600多台神功戲，每台4至5日，天后誕是神功戲的「旺季」，雖然正誕在農曆三月廿三日，但前後一個月均有不同的鄉村舉辦酬神活動。較為人熟悉的神功戲節慶還有盂蘭勝會、太平清醮等。

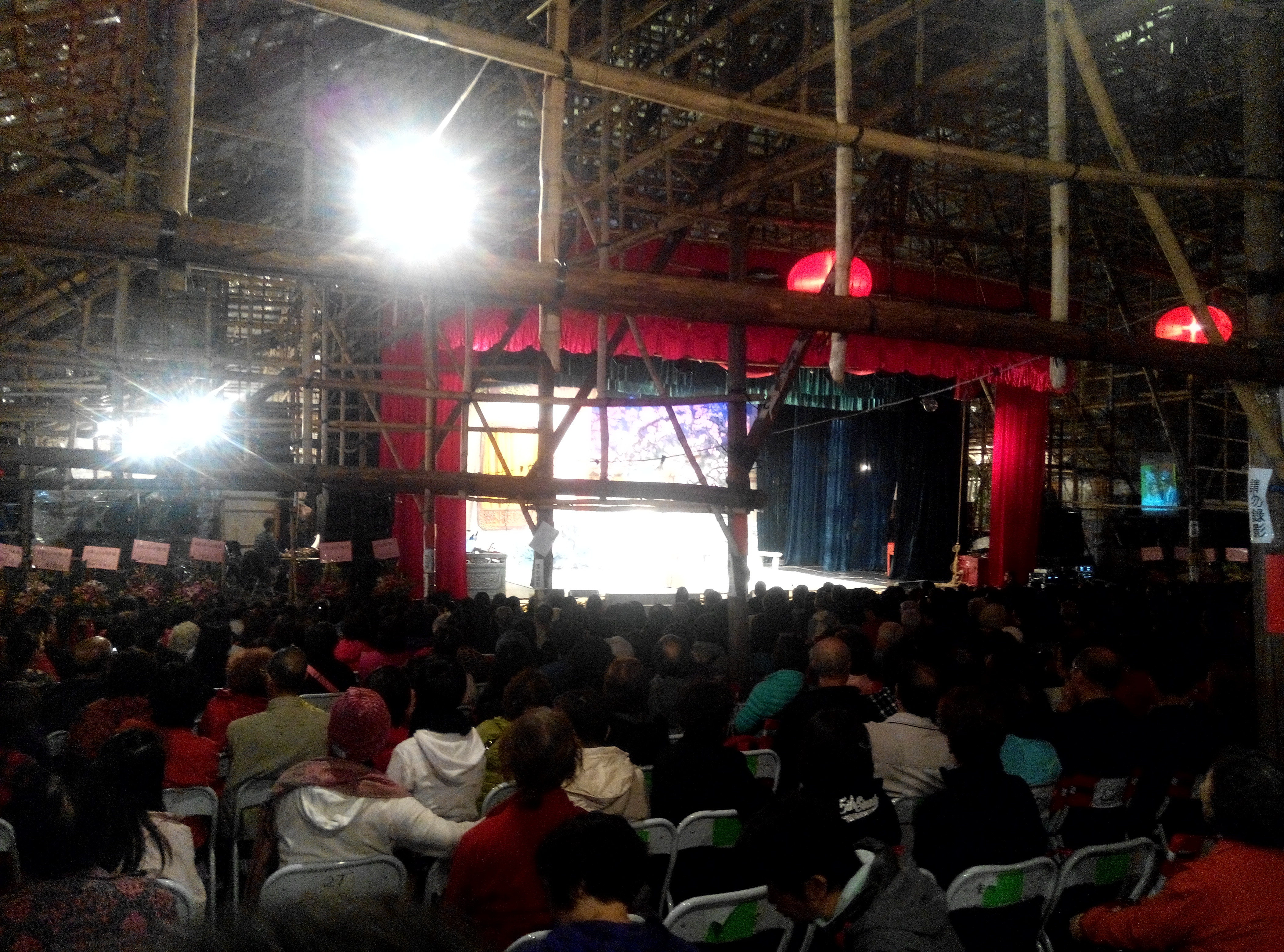
由本地圍村主導的太平清醮以演出粵劇為主
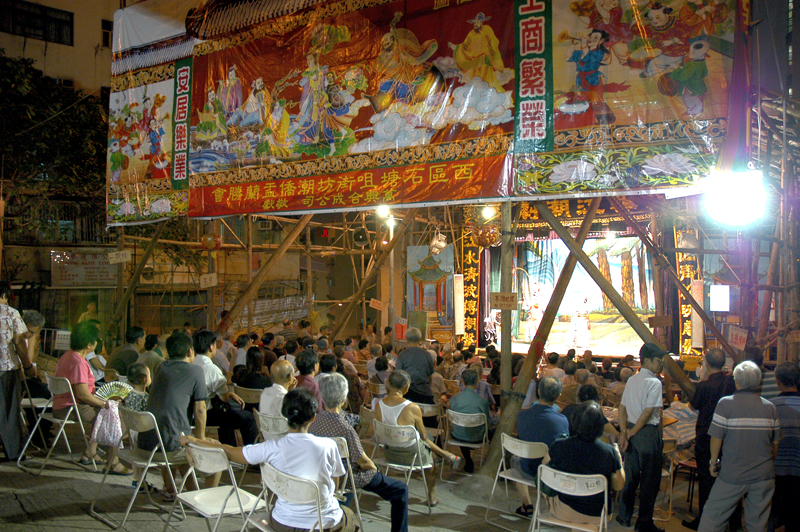
由潮州社群主導的盂蘭節上演潮劇
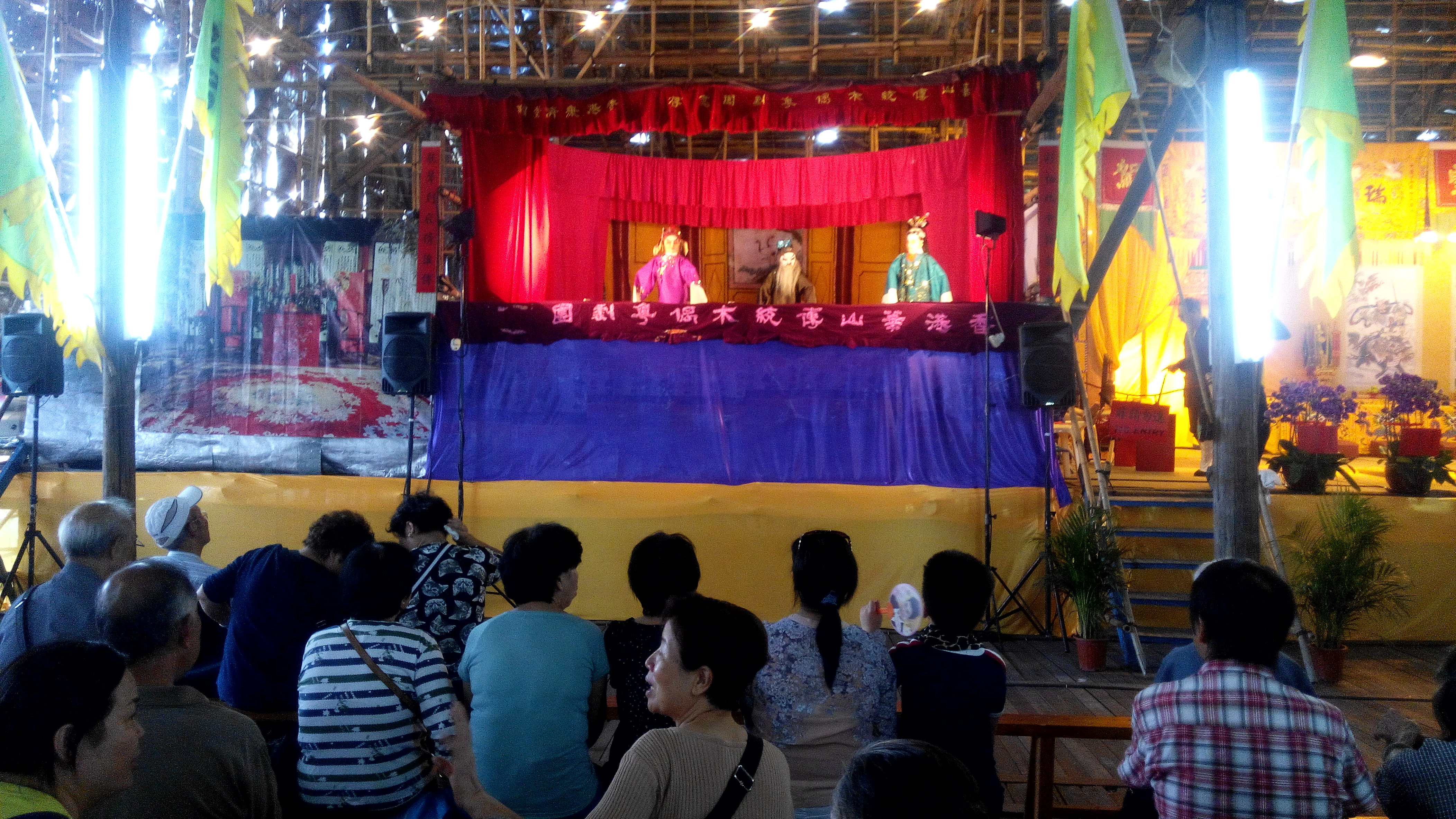
錦田鄉十年一屆酬恩建醮手托木偶粵劇

## 發展
北宋時長江下游地區已廣泛舉行廟戲「木偶戏」，上演時觀眾「穢談群笑，無所不至，鄉人聚觀飲酒，醉又毆擊」。社戏的习俗已经传承多年了，从唐代诗人王驾所写的《社日》以及宋代诗人陸游所写的《春社(又)》中就可见，社戏的庆祝活动十分丰富。著名文学家鲁迅写过一篇小说《社戏》。
香港神功戲傳承自嶺南，與珠江三角洲地區一脈相承，早年曾演木偶戲，其後改演粵劇（廣東大戲），一直沿用至今。神功戲是因應神誕、節慶或醮會，由地方團體籌組的活動，場地是因應每次演出而在當地臨時搭建的戲棚，具有民俗儀式的性質，在香港市區和鄉村有悠久的歷史。
十九世紀的香港粵劇演出場合主要分為神功戲和「戲院戲」兩種，「戲院戲」的演出場地較固定，而演出的台期較密集，並以門票收益作營運經費。六、七十年代，香港粵劇陷於低潮，「戲院戲」沒落，當時很多粵劇工作者都需要改行以維持生計。但由於有神功戲的支持，讓部分劇團可以繼續演出，而粵劇的表演者，包括演員、樂師等，大多是自由身工作，有演出的時候才會「埋班」，所以每次的演出也會有不同的表演組合，神功戲成為當時粵劇演員的主要收入來源，讓他們不須完全脫離粵劇舞台，維繫粤劇的傳統。
現在香港的太平清醮和盂蘭勝會等酬神祈福活動中亦常見神功戲，由當地人籌集資金聘請戲班演出戲曲作為主要慶祝活動，場地支出都由主會包辦，通常日場由新人擔當主角，直到夜場才跟老倌同台演出，有助戲班培育二線演員（又名「二步針」）。老倌演出一晚可收得高達港幣4萬至10萬元的報酬，劇班支出往往佔節慶活動支出的一大部分。

## 戲棚布局
劇棚內未端的舞台左右各設一道面向觀眾席的樓梯，棚面（即樂隊）位於舞台左邊。後台正中位置由六柱（即六位台柱）瓜分，從左至右，依次為小生、文武生、丑生、文生、正印花旦、二幫花旦，以布帳劃開。六柱左右兩邊延伸開去的空間叫作「揹仔」，供六柱以外的其他演員使用。前方留一條5至6呎放滿衣箱、頭飾和配件的通道，分為衣邊和雜邊，台左是衣邊，主要放置衣箱，部分演員擁有「私伙」戲服的自家衣箱，六柱的衣箱靠放在最邊一排，以前還會附加一把太平刀，據說是為了方便走火警時開路；雜邊在台右，用來放道具靶子。兩邊揹仔各連接一條走火通道。現代的戲棚一般均會設置多部音響、風扇、及燈光照明，公演潮劇時還會配上字幕方便觀看。門前、台前有大量由主辦及友好團體、居民和戲迷送贈的花牌。戲棚上掛著的大型花牌，一般均會由花牌公司循環再用。
神功戲主要為了娛神或答謝神祇，順便才演給善信觀賞。故戲台往往搭在廟宇正面，觀眾不許上前、太過靠近，只可以在兩旁或後方看戲，可說神祇坐在貴賓席或者前面幾排的席位。但有時由於地理環境不許可，戲台不能面向寺廟時，劇團會在戲棚內臨時豎立一個面向戲台的小型神龕，用作諸神的座位，讓眾神在神龕欣賞表演。傳統盂蘭勝會的戲棚面向天地父母棚（又稱神棚），喻意表演神功戲供眾神欣賞。潮劇的舞台結構跟粵劇稍有不同，一般粵劇後台設有兩個出舞台位，舞台樓梯設在左右兩旁；而潮劇和福佬劇的樓梯則搭建在舞台正前方，方便演出《落地送子》例戲。
以前觀眾席特別是公演潮劇時是分開男棚（左邊）和女棚（右邊），兩邊的坐位均需要收費，而中間「迫地」位置不用收費，可以站著免費睇戲。觀眾席一如劇院，通常會以20度角斜建上去，方便後排觀眾睇戲。

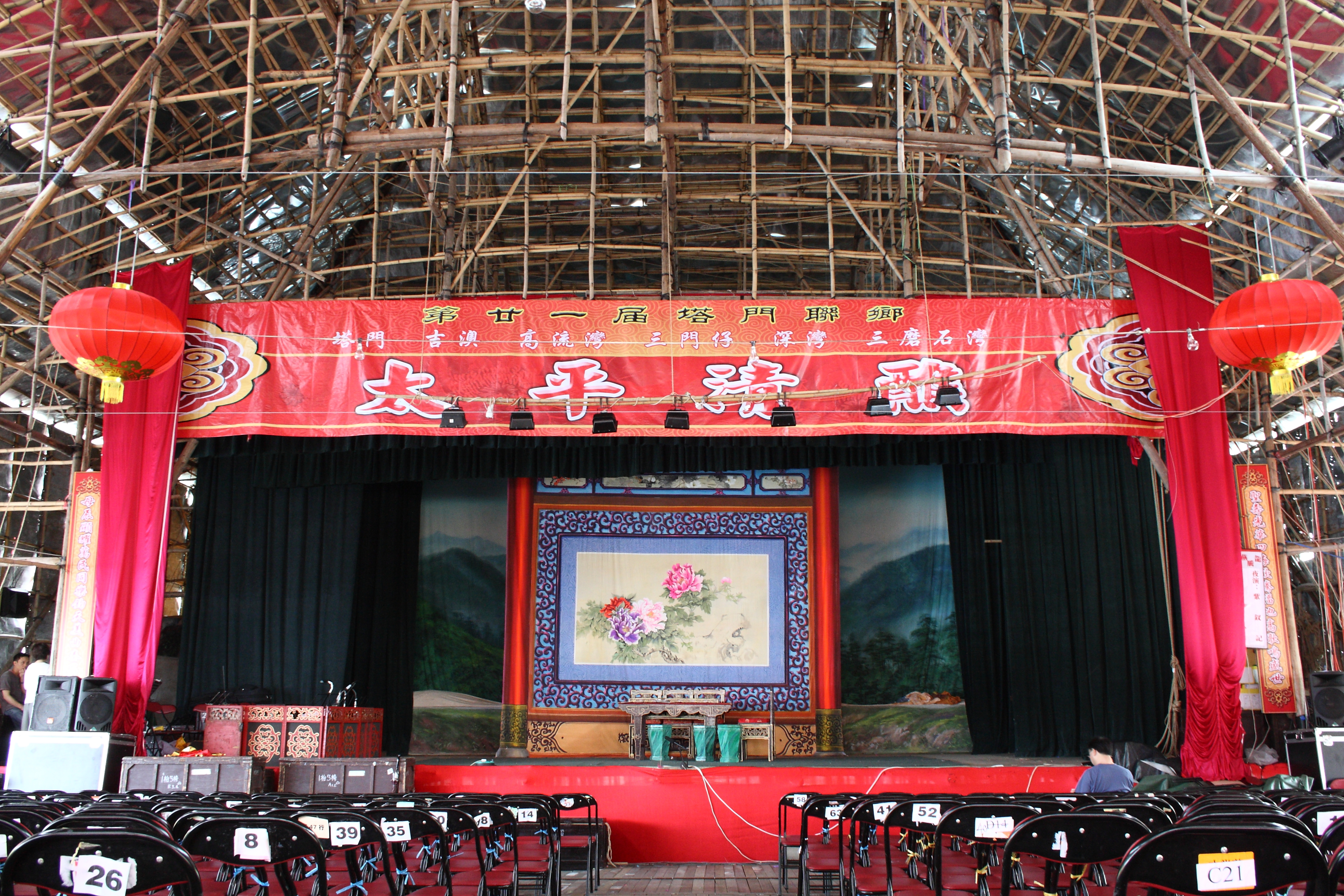
劇棚未端的舞台
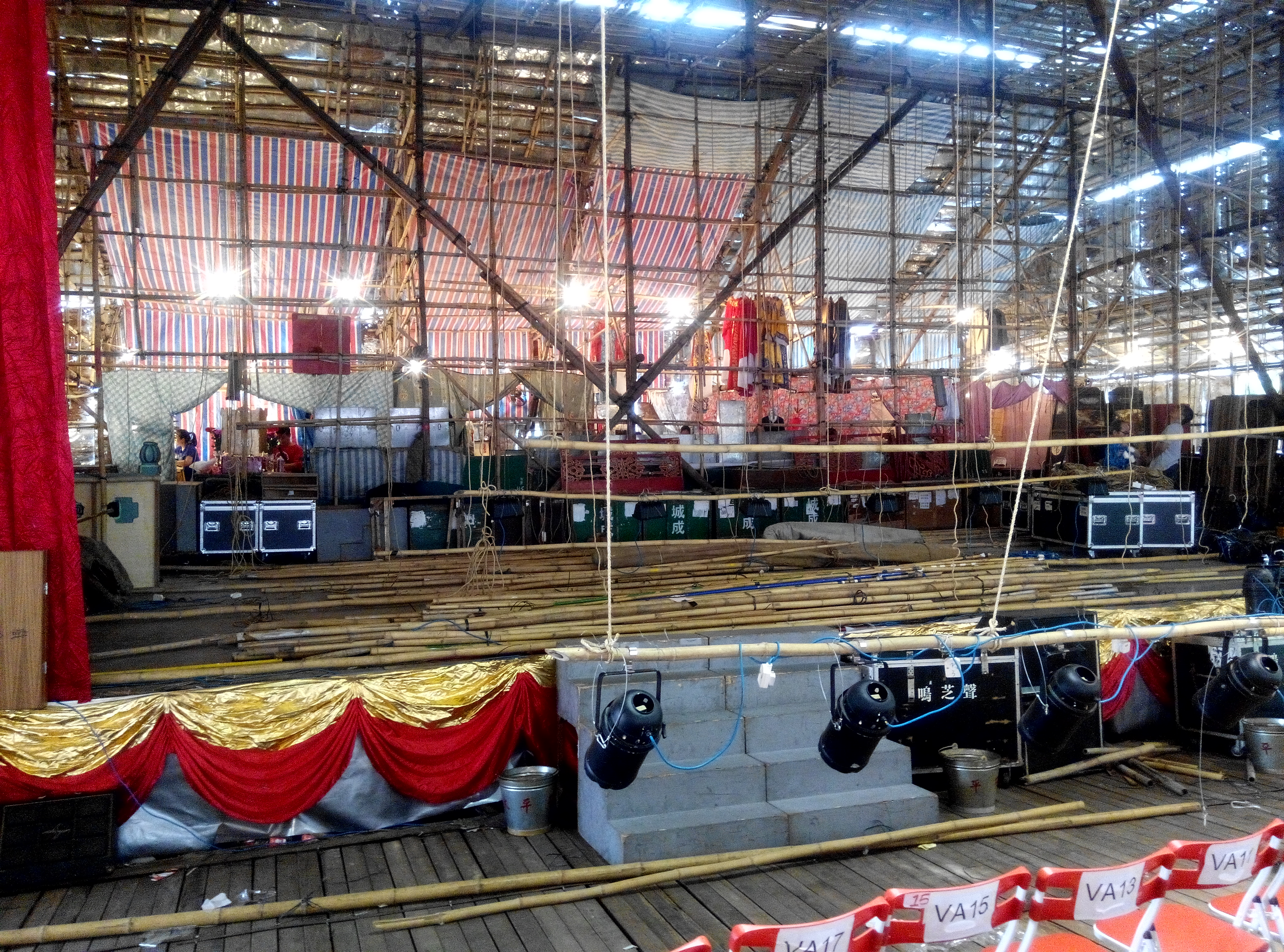
搭建中的舞台和後台
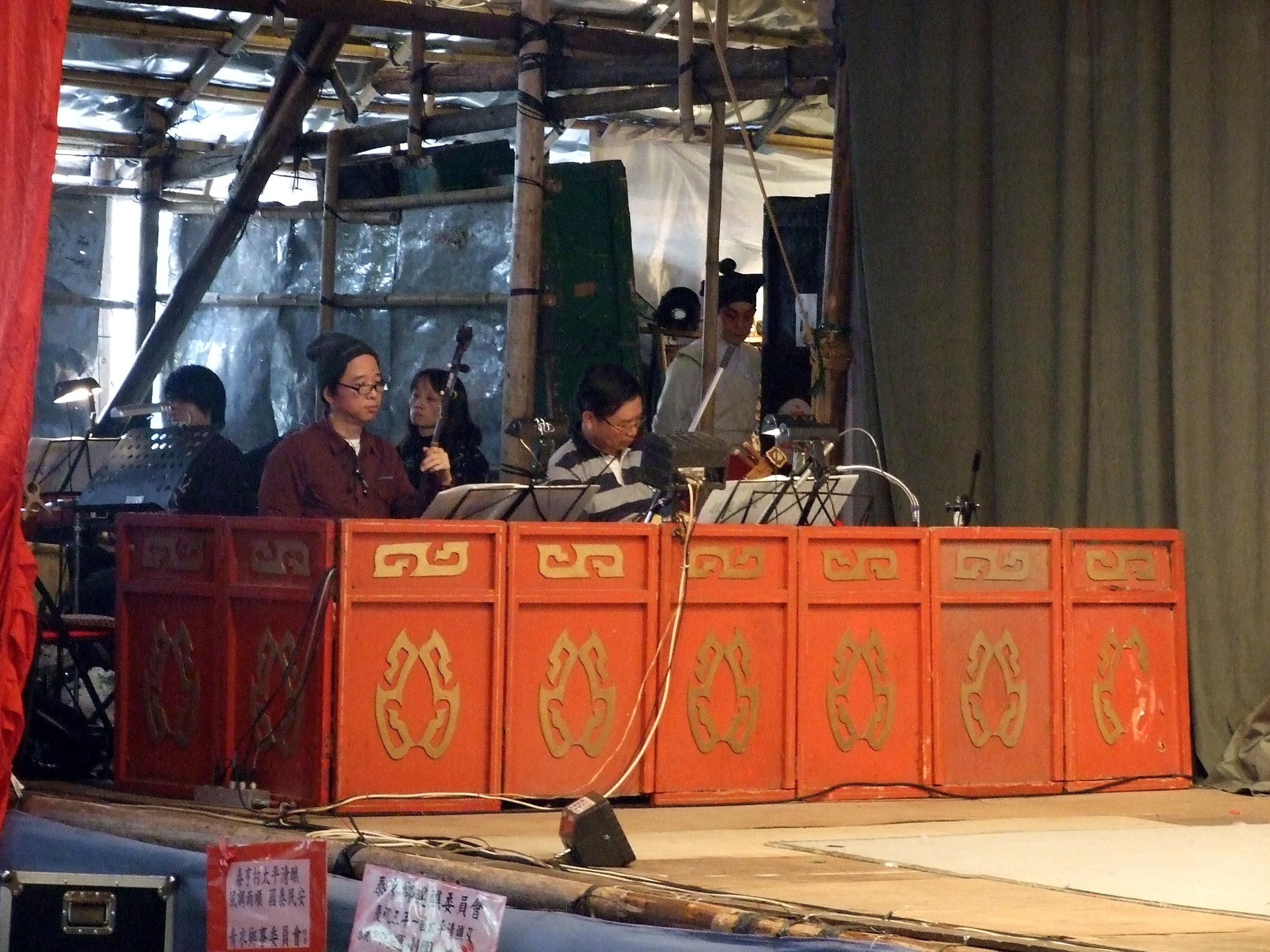
樂師在棚面負責鑼鼓

## 流程
1. 請神
2. 拜先人（I）
3. 拜地方菩薩
4. 拜戲神－華光天王
5. 破台：如建戲棚之地未曾上演過粵劇，戲班便要破台（粵劇戲班規定在未完成破台儀式前，台前台後所有人均不准開口說話，否則不吉利）；潮州人、鶴佬人則不論該地曾否做戲皆破台。[5]傳統「破台」戲為《祭白虎》。[6]
6. 生開筆，以硃砂筆在後台寫上「大吉」二字。「吉」字的「口」一定要開口，以示吉利[6]
7. 台口上香
8. 例戲，依次序為賀壽（賀壽分《碧天賀壽》[7]和《香花山大賀壽》[8]，以及相對簡單的小賀壽，《香花山賀壽》只在華光誕時演出，碧天賀壽也只在特別日子才演，一般戲班只演小賀壽），《六國封相》（簡稱封相，只於首晚演出），《跳加官》（簡稱加官），《天姬送子》（簡稱送子。平日只演簡單的送子，稱小送子。正誕演大送子。特別節日時，在演戲換幕途中，演員會在師父神位前演送子，稱後台送子）。
9. 拜先人（II）
10. 賀誕
11. 還炮
12. 抽／搶花炮
13. 問杯選來年值理
14. 競投勝物
15. 分豬肉、紅雞蛋
16. 封台（送師）
17. 送神

盂蘭勝會神功戲在上演正場戲前，會先演一齣長約半小時的《五福連》（即《十仙賀壽》、《加官》、《落地送子》、《李世民》及《團圓》）供神靈欣賞。

## 戲班師父
廣東傳說，華光天王本為天庭的火神。由於玉皇大帝覺得凡間戲棚十分吵耳，便派遣天王燒毀戲棚。可是，華光被戲棚內的表演所吸引，又看見平民十分欣賞，有點於心不忍。於是華光教導百姓燒香拜祭，以瞞騙玉皇大帝，逃過一場災難，故戲班人稱華光師父。

## 外部連結
- 廈村鄉醮會2004 - 神功戲詳情 （页面存档备份，存于）
- 戲棚文化